# Ostatnie tango w Paryżu
Ostatnie tango w Paryżu (ang. Last Tango in Paris / fr. Le Dernier Tango à Paris) – włosko-francuski dramat erotyczny z 1972 roku w reżyserii Bernardo Bertolucciego.
Film wywołał skandal z powodu śmiałych scen erotycznych. Scenariusz napisali Bernardo Bertolucci, Franco Arcalli i Agnès Varda, wyreżyserował go Bertolucci, a twórcą ścieżki dźwiękowej był jazzman Gato Barbieri.

## Obsada
- Marlon Brando – Paul, amerykański emigrant i właściciel hotelu
- Maria Schneider – Jeanne, młoda Paryżanka
- Jean-Pierre Léaud – Thomas, reżyser i narzeczony Jeanne
- Veronica Lazar – Rosa, zmarła żona Paula
- Maria Michi – matka Rosy
- Massimo Girotti – Marcel, były kochanek Rosy
- Giovanna Galletti – prostytutka, znajoma Rosy
- Catherine Allégret – Catherine, pokojówka w hotelu Paula i Rosy
- Gitt Magrini – matka Jeanne
- Luce Marquand – Olympia, pielęgniarka Jeanne w dzieciństwie
- Dan Diament – inżynier dźwięku TV
- Catherine Sola – dziewczyna skryptu
- Mauro Marchetti – kamerzysta TV cameraman
- Peter Schommer – asystent kamerzysty TV
- Catherine Breillat – Mouchette, krawcowa
- Marie-Hélène Breillat – Monique, krawcowa
- Darling Légitimus – konsjerż
- Armand Abplanalp – klient prostytutki
- Rachel Kesterber – Christine
- Ramón Mendizábal – lider orkiestry tanga
- Mimi Pinson – przewodniczący jury tanga
- Gérard Lepennec – pracownik firmy przewożącej wysokie meble
- Stéphane Koziak – pracownik firmy przewożącej niskie meble
- Michel Delahaye – sprzedawca Biblii (scena usunięta)
- Laura Betti – przymilająca się dziewczyna (scena usunięta)
- Jean-Luc Bideau – kapitan barki (scena usunięta)
- Gianni Pulone (scena usunięta)
- Franca Sciutto (scena usunięta)

## Opis fabuły
Paul ma 45 lat, starzeje się, łysieje i siwieją mu włosy, zaczyna tyć. Jego żona popełniła samobójstwo podcinając sobie żyły w wannie. Będąc w szoku i załamaniu po odejściu żony Paul spotyka się z 20-letnią Jeanne. Jeanne jest atrakcyjną kobietą, która ma wyjść wkrótce za mąż. Razem spędzają trzy dni uprawiając brutalny, perwersyjny seks. Według planu Paula ma być on pozbawiony zobowiązań, choć Paul przywiązuje się do młodej Jeanne. Nie rozmawiają ze sobą o tym, co jest na zewnątrz, o czym myślą, kim są. W ich prawie pustym mieszkaniu są tylko we dwoje. Po rozstaniu, odnajduje ją ponownie i zabiera do eleganckiego baru tango. Jeanne nie chce jednak wracać do swojego byłego kochanka i ucieka przed nim. Paul goni ją do jej mieszkania, gdzie Jeanne zastrzeli go w samoobronie.

## Kontrowersje
We Włoszech zabroniono dystrybucji filmu, wszystkie kopie oficjalnie zniszczono, a sąd pozbawił reżysera praw obywatelskich na 5 lat i skazał na 4 miesiące aresztu w zawieszeniu. Po wielu latach cofnięto cenzurę, a film wszedł do kin w nieznacznie skróconej wersji (Bertolucci zachował kopię). W USA dostał najwyższą kategorię wiekową – „X”, zamienioną w 1997 na „NC-17”.
Maria Schneider, która zagrała główną rolę żeńską, musiała odbyć kurację w szpitalu psychiatrycznym i nigdy więcej nie odezwała się do reżysera Bertolucciego, który ekranizował część własnych fantazji erotycznych. Kuzynka odtwórczyni głównej roli, Vanessa Schneider, w 2018 roku wydała książkę wyjaśniającą konflikt między Schneider a Bertoluccim i Brando. Scena, w której Jeanne zostaje zgwałcona przez Paula z użyciem masła, została nagrana bez przyzwolenia samej Schneider i nawet nie widniała w scenariuszu, a ból aktorki był rzeczywisty.

Richard Brody z „The New Yorkera” potępiał retrospektywnie wspomnianą scenę, pisząc:
Upór Bertolucciego, by odzierać swoich gwiazdorskich aktorów z ich aktorskich tożsamości i wydobywać ich osobiste życie, zmuszanie ich do pozycji fizycznej i emocjonalnej bezbronności (a w przypadku Schneider, poddawanie jej rzeczywistej i niespodziewanej przemocy), zniszczyło nie postacie, które grali, ale ich samych jako ludzi. Jego nadużycia nie były jedynie kwestią środowiska pracy; są one wpisane w estetykę filmu i jego ideologię. Groza produkcji Ostatniego tanga jest nieodłączna od nieustającego wpływu, jaki wywiera ono na widzów i krytyków: to niemal martwy film, a tym, co zostaje zamordowane na kamerze, jest dusza.

## Nominacje
- Nominacja do Oscara dla Marlona Brando jako najlepszego aktora pierwszoplanowego i Bernarda Bertolucciego jako najlepszego reżysera (1974).
- Nominacja do Złotego Globu dla najlepszego dramatu i Bernarda Bertolucciego jako najlepszego reżysera (1974).
- Nominacja do nagrody BAFTA dla Marlona Brando jako najlepszego aktora pierwszoplanowego (1974).
- Nominacja do nagrody DGA dla Bernarda Bertolucciego za najlepsze osiągnięcie reżyserskie w filmie fabularnym (1974).
- 48. miejsce na liście 100 najlepszych amerykańskich melodramatów wszech czasów (2002).